# Otiorhynchus yakovlevi
Otiorhynchus yakovlevi (лат.) — вид долгоносиков-скосарей из подсемейства Entiminae. Россия. Назван в честь российского энтомолога Романа Яковлева (Барнаул, Россия)

## Распространение
Распространён на юге Западной Сибири: Алтай (Алтайский край и Республика Алтай).

## Описание
Жук-долгоносик длиной от 5,7 до 7,2 мм. Длина рострума от 0,6 до 0,8 мм. Тело имеет чёрную окраску, почти голое, без волосков. Усики прикрепляются на вершине рострума, длинные. Скапус усика примерно в 7,3 раза больше его ширины у вершины, он не достигает середины переднеспинки. Антенномеры 2 и 3 длинные, конические, примерно равной длины и ширины. Брюшко слабо выпуклое, плотно пунктированное. Этот новый вид включён в состав подрода Stupamacus и больше всего похож на Otiorhynchus scintillus, но отличается от него более стройным телом, редкой пунктировкой переднеспинки, менее округлыми и более мелкими пунктированными бороздками надкрылий. Вид был впервые описан в 2020 году российским колеоптерологом и палеоэнтомологом Андреем Александровичем Легаловым (Институт систематики и экологии животных СО РАН, Новосибирск).